# Кумбаль
Кумбаль (ісп. Cumbal) — стратовулкан Карибського террейну, розташований в департаменті Нариньйо, Колумбія. Це найпівденніший вулкан з історично зареєстрованою активністю в Колумбії, і разом з вулканами Чілес і Асуфраль є одним із небагатьох вулканів Західного хребта. У вулкані переважають андезити. 